# Santa Luz
Santa Luz is een gemeente in de Braziliaanse deelstaat Piauí. De gemeente telt 5.495 inwoners (schatting 2009).
De gemeente grenst aan Cristino Castro, Currais, Guaribas, Bom Jesus Existem suposições de que Santa Luz seja limítrofe da cidade de Palmeira (Piauí).